# Carl Jakob Sundevall
Carl Jacob Sundevall (Högestad, Skåne, 22 oktober 1801 – Stockholm, 2 februari 1875) was een Zweedse zoöloog.
Hij werd in 1817 student aan de Universiteit van Lund, haalde een graad in filosofie in 1823 en werd in 1826 economiedocent. Na een reis naar Oost-Indië tussen 1827 en 1828 deed hij in 1829 zijn artsexamen en werd daarna arts.
In 1833 werd hij medewerker aan het natuurhistorisch museum in Stockholm en in 1836 werd hij benoemd tot leraar in de zoölogie en de economie in Lund. Na deelgenomen te hebben aan een Franse expeditie naar Spitsbergen kreeg hij in 1839 een aanstelling als conservator en hoogleraar bij het eerder genoemde museum. Van 1841 tot 1871 werkte hij op de afdeling gewervelde dieren. 
Hij was lid van het Kungliga Fysiografiska Sällskapet in Lund (in 1825), Kungliga Vetenskapsakademien (1839), Vetenskaps- och vitterhetssamhället in Göteborg (1840), Kungliga Lantbruksakademien (1844) en Kungliga Vetenskaps-Societeten in Uppsala (1851). Het meeste werk van Sundevall gaat over de systematiek van gewervelde dieren. In zijn Methodisk öfversigt af idislande djuren ('Systematisch overzicht van de herkauwende dieren') (1844) leverde hij een verdienstelijke bijdrage aan de kennis en onderlinge verwantschappen van de behandelde diersoorten. Zijn zoölogieleerboek (Lärobok i zoologien) uit 1835 met bijbehorende platenatlas werd lange tijd gebruikt in het middelbaar onderwijs.

## Nalatenschap
Hij betekende het meest voor het vakgebied van de ornithologie, speciaal de anatomie van vogels. Tot zijn meest gewaardeerde werken behoren Methodi naturalis avium disponendarum tentamen (1872-73), Svenska foglarne (1856-71) en Conspectus avium picinarum (1866). Hij beschreef 46 vogelsoorten die anno 2013 nog als soort erkend worden.  Er zijn ook dieren als eerbetoon naar hem genoemd zoals de Galápagosreiger (Butorides sundevalli).
Sundevall hield zich ook bezig met ongewervelde dieren, want hij was ook entomoloog en arachnoloog. Hij beschreef een groot aantal nieuwe spinnensoorten.
- Bibliothèque nationale de France: cb13549256m (data)
- Gemeinsame Normdatei: 118087460
- International Standard Name Identifier: 0000 0000 8045 2840
- KulturNav: 965b677c-eef9-46e7-96b9-1b59ae467bea
- Library of Congress Control Number: nb2008002254
- Nederlandse Thesaurus van Auteursnamen: 067564941
- LIBRIS: 240521
- Système universitaire de documentation: 050646885
- Trove: 1179355
- Virtual International Authority File: 54310920
- WorldCat: E39PBJwXbt8y9MGghCjcqTpVmd